# Покровская (Шенкурский район)
Покро́вская — деревня в Шенкурском районе Архангельской области. Входит в состав муниципального образования «Федорогорское».

## География
Деревня расположена в южной части Архангельской области, в таёжной зоне, в пределах северной части Русской равнины, в 9 километрах на юг от города Шенкурска, на правом берегу реки Вага. Ближайшие населённые пункты: на севере деревни Ванихинская, Копалинская и Васильевская.
Часовой пояс
Покровская, как и вся Архангельская область, находится в часовой зоне МСК (московское время). Смещение применяемого времени относительно UTC составляет +3:00.

## Население
| 2002 | 2010 | 2012 |
| ---- | ---- | ---- |
| 29   | ↗31  | ↘19  |

## История
Указана в «Списке населенных мест Архангельской губернии на 1 мая 1922 года» как деревня Покровская (Сурпино), насчитывала 28 дворов, 61 мужчину и 83 женщины. В административном отношении деревня входила в состав Блудковского сельского общества Великониколаевской волости Шенкурского уезда Архангельской губернии.